# Aiguamúrcia
Aiguamúrcia est une commune d'Espagne dans la communauté autonome de Catalogne, province de Tarragone, de la comarque de Alt Camp.

## Lieux et monuments
- L'abbaye de Santes Creus, abbaye cistercienne du XIIe siècle, classée monument national.